# Malscheid
Malscheid is een gehucht in de Duitstalige gemeente Burg-Reuland in de provincie Luik in België. Het gehucht telt ongeveer 40 inwoners en ligt in het Duitstalige deel van België, dicht bij de grens met Luxemburg. De E421 die Aken en Luxemburg met elkaar verbindt loopt nabij het gehucht.

## Geschiedenis
Malscheid ontstond vermoedelijk in de 7e eeuw. Het achtervoegsel -scheid duidt op een scheiding van twee gerechtsgebieden, namelijk die van Weiswampach en Thommen. Het gehucht ligt nabij een grens, namelijk die tussen België en het Groothertogdom Luxemburg.

## Bezienswaardigheden
- Van de Sint-Albinuskapel werd reeds in 1604 melding gemaakt in een overzicht van kerken en kapellen uit het dekenaat Stavelot.

## Natuur en landschap
De hoogte van Malscheid varieert tussen 500 en 535 meter.

## Nabijgelegen kernen
Weiswampach, Wilwerdange, Huldange, Beiler, Dürler
Deelgemeenten: Reuland · Thommen

Overige kernen: Aldringen · Alster · Auel · Bracht · Braunlauf · Diepert · Dürler · Espeler · Grüfflingen · Koller · Lascheid · Lengeler · Maldingen · Malscheid · Maspelt · Oberhausen · Oudler · Ouren · Richtenberg · Steffeshausen · Stoubach · Weidig · Weisten · Weweler

Belgische gemeenten · Duitstalige Gemeenschap · Arrondissement Verviers · Luik · Wallonië